# Клоков, Василий Яковлевич
Клоков, Василий Яковлевич (1902—1968) — советский военачальник, генерал-лейтенант (1945).

### Гражданская война

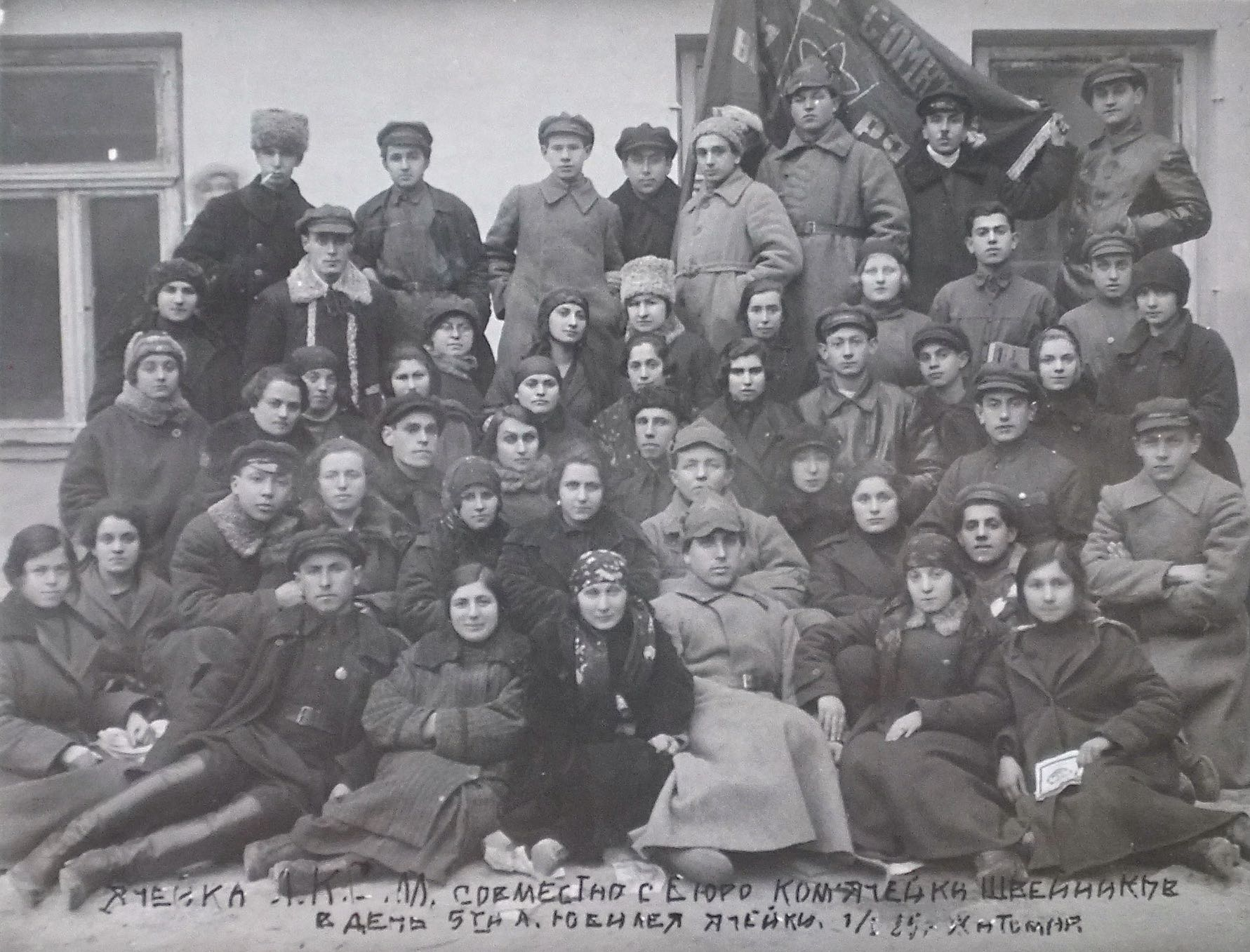

## Биография

### Межвоенный период
Участник боев на Халхин-Голе и Финской войны.
В 1940 году за успешные действия в Бело-Финской войне получил звание бригадный комиссар и орден Красного Знамени.
Знания Василия Яковлевича по взлому дотов линии Маннергейма использовались командованием при штурме крепости Бреслау.

### Великая Отечественная война

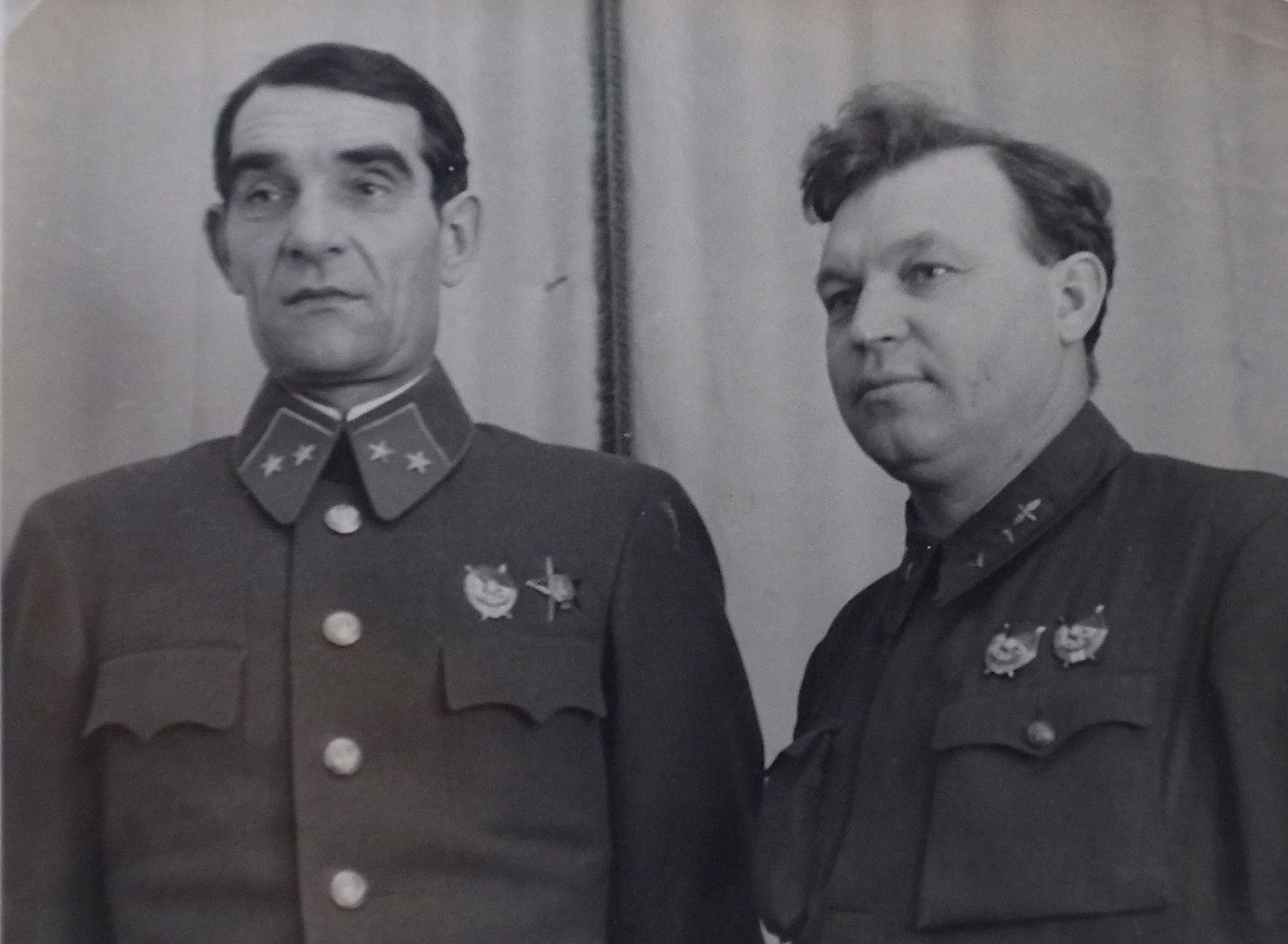

Заместитель командующего ВВС Западного фронта, координировал противовоздушную оборону Москвы в 1941 г, участвовал в создании воздушно-десантных войск в декабре 1941 г, дивизионный комиссар (12.1941 — 16.12.1942), генерал-майор авиации (06.12.1942), член военного совета 6 армии (16.12.1942 — 09.05.1945):
- контрнаступление 6-й армии под Сталинградом (1942);
- разгром итало-немецких войск на Среднем Дону (16.12-30.12.1942);
- оборонительное сражение левого крыла Воронежского фронта на Харьковском направлении (22.2-23.3.1943);
- освобождение Донбасса (18.8-22.9.1943);
- Никопольско-Криворожская наступательная операция (30.1-22.2.1944);
- разгром немцев на правобережной Украине (февраль-март 1944);
- разгром Одесской группировки противника (28.3-14.4.1944);
- разгром немцев в Польше (январь-февраль 1945).

27 июня 1945 года В. Я. Клокову присвоено звание генерал-лейтенант.

### Послевоенные годы
9 июля 1945 года приказом НКО СССР № 0139 генерал-лейтенант В. Я. Клоков освобожден от должности члена Военного совета 6-й армии и назначен членом Военного совета Бакинского ВО. Заместитель главнокомандующего ВВС по политчасти, заместитель начальника Государственного лётно-испытательного центра по политической и воспитательной работе в г. Ахтубинск, заместитель начальника Института авиационной и космической медицины по тылу.

#### Вклад в советскую космическую программу
Василий Яковлевич был один из организаторов советской космической программы. Последние 7 лет Василий Яковлевич работал заместителем по тылу и политчасти начальника Института авиационной и космической медицины. Клоков помогал строить Центр имени Гагарина.

## Семья
Жена Александра Ивановна Клокова, его боевой и идейный товарищ с 1941 по 1968 год.

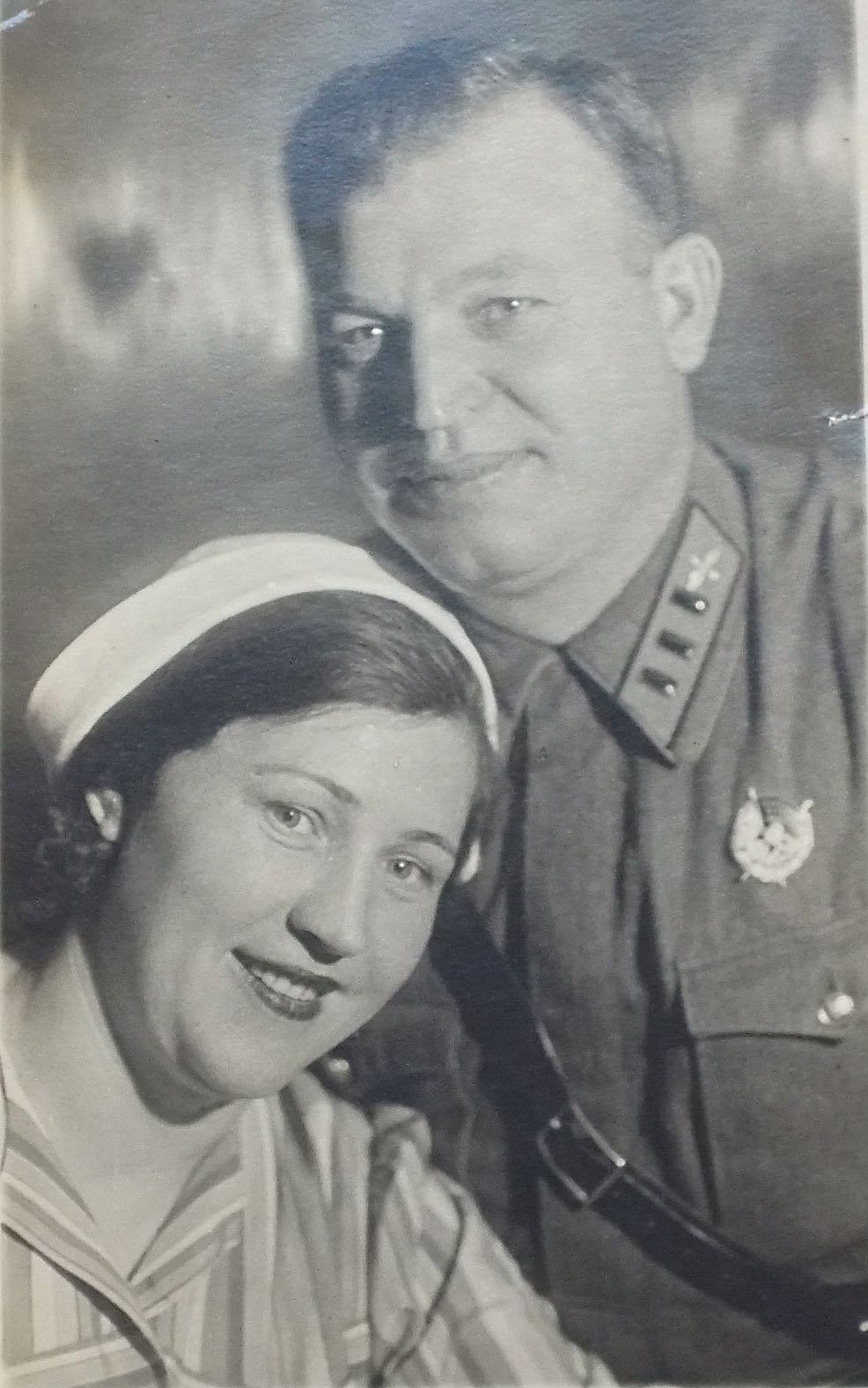
Перед Финской войной в 1940 год

## Работы
- Гвардейцы // Сталинский сокол 7.12.1941[2]

## Память
Василий Яковлевич был похоронен на Ваганьковском кладбище в Москве.